# São Domingos do Azeitão
São Domingos do Azeitão é um município brasileiro do Sudeste do estado do Maranhão, na região do Baixo Balsas. Sua população estimada em 2004 era de 7.275 habitantes. É próxima ao Rio Parnaíba.
É a terra natal do famoso advogado e poeta contemporâneo Erasmo Leônidas de Albuquerque Filho

## Geografia
O município de São Domingos do Azeitão possui uma extensão territorial de 961,153 quilômetros quadrados, ocupando a 106 posição entre os 217 municípios maranhenses em termos de área.
Demografia
Segundo dados do Censo Demográfico de 2022, São Domingos do Azeitão contava com 7.992 habitantes, resultando em uma densidade populacional de aproximadamente 8,31 habitante por quilômetro quadrado. No contexto estadual, o município ocupava a 188 posição em número de habitantes e a 186 em densidade demográfica comparando-se com outros municípios do estado do Maranhão. A estimativa populacional para o ano de 2024 era de 8.213 habitantes.
Educação
Em 2010, a taxa de escolarização de crianças entre 6 e 14 anos em São Domingos do Azeitão era de 96,9 %, colocando o município na 100 colocação entre os 217 do estado. Quanto ao Índice de Desenvolvimento da Educação Básica (IDEB) referente ao ano de 2023, os anos iniciais do ensino fundamental na rede pública apresentaram índice de 5,1 enquanto os anos finais atingiram 4,7.
| Taxa de escolarização de 6 a 14 anos de idade [2010]             | 96,9 %           |
| IDEB – Anos iniciais do ensino fundamental (Rede pública) [2023] | 5,1              |
| IDEB – Anos finais do ensino fundamental (Rede pública) [2023]   | 4,7              |
| Matrículas no ensino fundamental [2023]                          | 1.271 matrículas |
| Matrículas no ensino médio [2023]                                | 266 matrículas   |
| Docentes no ensino fundamental [2023]                            | 94 docentes      |
| Docentes no ensino médio [2023]                                  | 21 docentes      |
| Número de estabelecimentos de ensino fundamental [2023]          | 11 escolas       |
| Número de estabelecimentos de ensino médio [2023]                | 1 escolas        |

Fonte: IBGE

## Economia
Em 2021, o Produto Interno Bruto (PIB) per capita de São Domingos do Azeitão foi de R$ 43.036,91, valor que colocava o município na 7 posição entre os 217 do estado do Maranhão. Já em 2023, as receitas oriundas de fontes externas representavam 94,69 % do total arrecadado pelo município, o que o posicionava em 81 lugar no ranking estadual.
| PIB per capita [2021]                                                                           | 43.036,91 R$     |
| Índice de Desenvolvimento Humano Municipal (IDHM) [2010]                                        | 0,590            |
| Total de receitas brutas realizadas [2023]                                                      | 46.372.662,51 R$ |
| Transferências correntes (Percentual em relação às receitas correntes brutas realizadas) [2023] | 94,69 %          |
| Total de despesas brutas empenhadas [2023]                                                      | 41.209.828,92 R$ |

Fonte: IBGE
| Salário médio mensal dos trabalhadores formais [2022]                                             | 1,8 salários mínimos |
| Pessoal ocupado [2022]                                                                            | 961 pessoas          |
| População ocupada [2022]                                                                          | 12,02 %              |
| Percentual da população com rendimento nominal mensal per capita de até 1/2 salário mínimo [2010] | 53,9 %               |

Fonte: IBGE